# Mwangwego írás
A mwangwego írás egy abugida írásrendszer, amelyet Nolence Mwangwego nyelvész fejlesztett ki 1977-ben a Malawiban beszélt bantu nyelvek számára. Ez egyike a számos írásmódnak, amelyet a helyi nyelvek számára találtak ki Afrikában.

## Történelem

### Az alkotóról
Nolence Moses Mwangwego 1951. július 1-jén született az akkori Észak-Rodézia (ma Zambia) Mwinilunga körzetében; ősei az egykori Nyaszaföld (ma Malawi) Karonga körzetében lévő Kyungu főnök területén lévő Yaphet Mwakasungula faluból származnak. Beszél és ír csicseva, tumbuka, kyangonde nyelven, angolul, franciául és portugálul. Jelenleg franciatanárként dolgozik a Blantyre-i Francia Kulturális Központban.
Falujának vezetőjévé 1997. december 29-én iktatták be IV. Yaphet Mwakasungula néven. Felesége Ellen Kalobekamo, négy gyermekük van.

### Fejlesztés és terjesztés
Az írásrendszer ötlete 1977. november 10-én, Párizsban született, amikor Mwangwego felfedezte, hogy a világon különböző írásrendszerek léteznek, és úgy gondolta, hogy a malawi nyelvek „írni” jelentésű szavai arra utalnak, hogy valaha volt saját írásuk.
Az írásrendszer első változatát 1979-ben hozta létre Mwangwego, és 1997-ig további jelekkel bővült. Ezt tovább javították, míg végül 2003-ban véglegesítették. Az új írásrendszert jelentős publicitással indították útjára, különösen a malawi ifjúsági, sport- és kulturális miniszter, Kamangadazi Chambalo urat idézték:
A Mwangwego írás önmagában is történelmet ír. Függetlenül attól, hogy országszerte hogyan fogadja majd a közönség, az írásrendszer minden bizonnyal figyelemre méltó találmányként kerül be a történelemkönyvekbe.
Az első személy, aki megtanulta az írást, Mwandipa Chimaliro volt; abban az évben tíz másik diák is megtanulta az írást, akik később másokat is tanítottak. 2007-ben megalakult a Mwangwego Klub, amelynek tagjai azok lehetnek, akik megtanulták az írást. 2012-ben körülbelül 395-en használták. Eddig mindössze egy könyvet adtak ki az írás használatával, amely A Malawi Tili Pati ("Malawik, hol vagyunk?") című könyvet maga Nolence Mwangwego írta 2011-ben csicseva nyelven. Mwangwego továbbra is tart nyilvános előadásokat és kiállításokat egyetemi intézményekben, és tanítja az írást.
2018-ban az ISO 15924 szabvány még nem ismerte el az írásmódot; a Script Encoding Initiative azonban dolgozik azon, hogy felvegyék, és van egy javaslat a Unicode-ba való felvételére.

## Fordítás
- Ez a szócikk részben vagy egészben  a   Mwangwego script című angol Wikipédia-szócikk fordításán alapul.  Az eredeti cikk szerkesztőit annak laptörténete sorolja fel. Ez a jelzés csupán a megfogalmazás eredetét és a szerzői jogokat jelzi, nem szolgál a cikkben szereplő információk forrásmegjelöléseként.